# Samuel Hämmerli
Samuel Hämmerli der Ältere (getauft am 25. Juni 1750 in Lenzburg; † 19. Oktober 1820 ebenda; Bürger von Lenzburg) war ein Schweizer Ebenist.
Hämmerli stammte aus einer eingesessenen Lenzburger Tischmacherfamilie. Über seine Ausbildung ist nichts bekannt, man kann allerdings aufgrund seines Stils davon ausgehen, dass er auf seiner Wanderschaft Zentren der Möbelkunst besuchte. Seine beiden Söhne Gottfried Hämmerli (geb. 1775) und Samuel Hämmerli (geb. 1778) wurden ebenfalls Ebenisten. Möglicherweise wurden sie bei Christoph Hopfengärtner in Bern ausgebildet, denn die Möbel der jüngeren Generation stehen unter Hopfengärtners Einfluss. Hämmerlis Name und Bedeutung als Ebenist sind lokal bekannt geblieben, allerdings vergass man, dass hinter dem Namen Samuel Hämmerli Vater und Söhne stecken. Fritz Bohnenblust unterschied in seiner Veröffentlichung die Werkgruppen der beiden Generationen. Bisher sind keine Möbel quellenmässig belegbar. Gesichert sind für Samuel Hämmerli einzig die Flügeltüren des Hauses Burghalde in Lenzburg von 1793/94.